# 영남삼육중학교
영남삼육중학교(嶺南三育中學校)는 경상북도 경산시에 있는 자율형 사립 중학교이다.

## 연혁
- 1952년 11월 5일 : 개교